# Rusu Tittu
Rusu Tittu
, delegat titular al  Cercului electoral Târgul Mureș
|   5 februarie 1892
Nazna județul Mureș 
|    =  România
|      =medic

}}
Rusu Tittu (n. 5 februatie  1892, Nazna

## Date biografice
Studii:Facultatea de Medicină și Farmacie București.